# Eanfrith (Hwicce)
Die ersten bekannten Könige des angelsächsischen Königreichs der Hwicce waren die beiden Brüder Eanhere und Eanfrith, Zeitgenossen von Wulfhere (658–674/675) von Mercia, die um 660 gemeinsam regierten. Beide Könige waren Christen, ebenso wie das Volk von Huicci (Hwicce). Eanfriths Tochter Eaba (auch Eafe, Ebba) wurde mit Æthelwalh, dem König von Sussex, vermählt und um 681 als regina (Königin) erwähnt.